# Giacinto della Torre
Pour les articles homonymes, voir de La Tour.
Pour les autres membres de la famille, voir Famille della Torre.
Giacinto Vincenzo della Torre, francisé en « Hyacinthe Charles, comte de La Tour » (° 15 mars 1747 - Saluces, Piémont † 8 avril 1814 - Turin, département du Pô), est un homme d'église piémontais des XVIIIe et XIXe siècles issu de la célèbre famille des Torriani, qui gouverna Milan avant l'avènement des Visconti.

## Biographie
« Dernier représentant mâle d'une antique maison originaire de Saluces », Giacinto della Torre naît dans cette ville le 15 mars 1747. Dans les faits, la famille della Torre survit dans de nombreuses branches, notamment en Allemagne. Il est le fils de Filippo, des comtes de Lucerna et Valle et de Vittoria née Melano di Portula, sœur de l'archevêque de Cagliari, Vittorio Melano. À la mort de son père et à la suite du remariage de sa mère avec Ignazio Costa, il est encouragé à entreprendre une carrière ecclésiastique.
Il entre fort jeune dans l’ordre de Saint-Augustin et entreprend des études de théologie d'abord à Rome, puis à Bologne, où il est ordonné prêtre le 10 mars 1770. Devenu professeur de théologie, il est consacré archevêque de Sassari (Sardaigne) le 2 mai 1790 par Vittorio Maria Baldassare Gaetano Costa d'Arignano avec comme co-consécrateurs Carlo Maurizio Peiretti et Giuseppe Gioacchino Lovera.
Transféré à l'évêché d'Acqui le 24 juin 1797 et à l'archevêché de Turin le 26 juin 1805, il est appelé par Napoléon 1er à siéger au Sénat conservateur le 14 août 1807. Il est fait comte de l'Empire le 20 juillet 1808 et successivement promu légionnaire, officier (1808) et, le 30 juin 1811, commandant de la Légion d'honneur.
Il meurt à Turin le 8 avril 1814. Conformément à sa demande, il est inhumé « sans pompe ».

## Succession apostolique
Giacinto della Torre a ordonné les évêques suivants :
- Évêque Luigi Antonio Arrighi de Casanova (1807)

## Titres
- Comte de La Tour et de l'Empire (lettres patentes du 20 juillet 1808).
  - Avec transmission à l'un de ses neveux[3] ;

## Distinctions
- Légion d'honneur : 
  - Légionnaire, puis,
  - Officier (1808), puis,
  - Commandant de la Légion d'honneur (30 juin 1811).

## Armoiries
| Figure | Blasonnement |
|        | Armes de la famille della Torre D'azur, à une tour d'or, ouverte et ajourée du même, les créneaux entaillés, et deux piques de gueules, armées d'argent, houppées d'or, passées en sautoir, brochant sur le tout. |
|        | Armes de Mgr della Torre Écartelé aux 1er et 4e d'argent à la tour de gueules ; aux 2e et 3e d'azur à deux sceptres fleurdelysés d'or, passés en sautoir ; au chef d'or surmontant l'écartelé, chargé d'une aigle éployé et couronnée de sable. Devise« Tranquillité, » |
|        | Armes du comte de La Tour et de l'Empire Écartelé au 1er des comtes sénateurs ; au 2e coupé d'or et d'azur, l'azur chargé d'une tour d'argent, maçonnée, ouverte et crénelée de sable ; au 3e coupé d'azur et de gueules, l'azur chargé de deux ruches d'or et le gueules d'une bande d'or ; au 4e d'argent à la croix neslée de gueules., - Livrées : bleu, blanc, jaune et rouge. |